# Ecomuseu-Farinera de Castelló d'Empúries
L'Ecomuseu-Farinera de Castelló d'Empúries és un museu del municipi de Castelló d'Empúries (Alt Empordà). Mostra com vivien (i viuen) els homes i les dones que es dediquen al cultiu del gra del blat d'aquells paratges de l'Empordà i diversos aspectes relacionats amb la farina. L'edifici forma part de l'Inventari del Patrimoni Arquitectònic de Catalunya.
Al llarg dels tres pisos de la fàbrica s'hi van trobant diferents màquines, de gran bellesa, del complicat procés productiu. Datades de finals del segle xix i de la primera meitat del xx, demostren un gran giny en el procés. Juntament amb la calidesa de les estructures de fusta de melis, flandes i pi gallec, destaca l'impacte visual i estètic del conjunt, la netedat de la fàbrica i l'autenticitat d'allò que es veu. Forma part de la Xarxa de Museus Locals de Catalunya-Girona.

## Descripció
Està situat fora de l'antic nucli emmurallat de Castelló, tot i que adossat a les restes de l'antiga muralla que discorren paral·leles al rec del Molí, en direcció al Portal de la Gallarda. La zona es coneix com el Molí del Mig. És un edifici industrial de planta més o menys rectangular format per dues grans crugies i un pati davanter destinat a càrrega i descàrrega, per on es fa l'accés. Consta de planta baixa i dues més d'alçada. La planta baixa estava destinada a l'emmagatzematge i distribució de la farina, amb sales molt amplies cobertes amb voltes d'arc rebaixat sustentades per grans pilars de planta quadrada, alguns d'ells de pedra escairada.

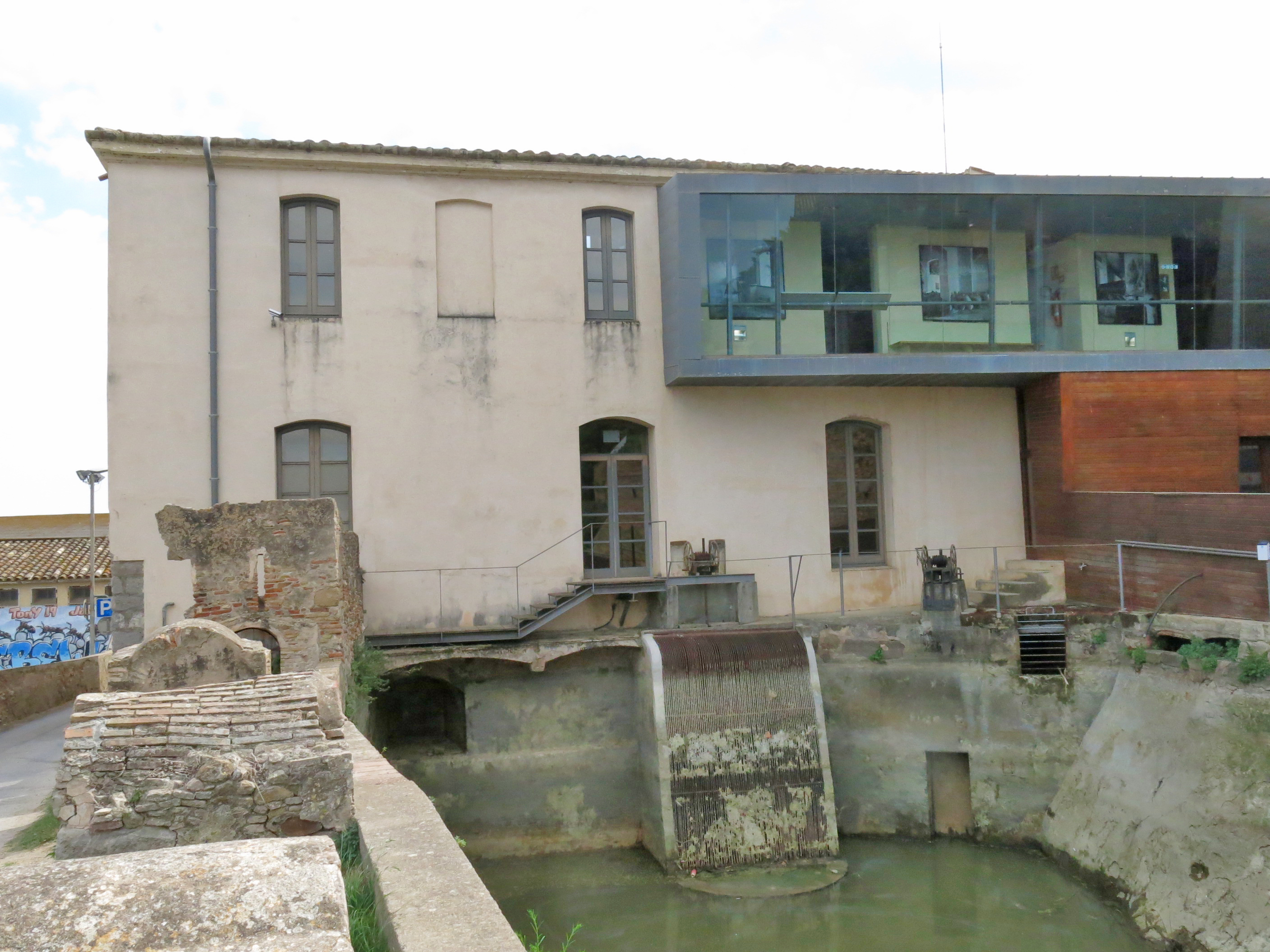
Part de darrere de la Farinera, vora el rec del Molí

Les altres dues plantes albergaven tota la maquinària necessària per realitzar el procés productiu. Per aquest motiu són sales grans, àmplies i diàfanes, tot i que poc destacables arquitectònicament. La façana del conjunt té delimitades les diferentes plantes en alçada mitjançant unes cornisses consistents en una motllura plana i horitzontal. Les obertures de la planta baixa i de la primera planta són d'arc rebaixat i estan emmarcades, tant portes com finestres. Estan alternades amb finestres cegues també emmarcades. Les obertures de la segona planta són rectangulars i també emmarcades.

## Història

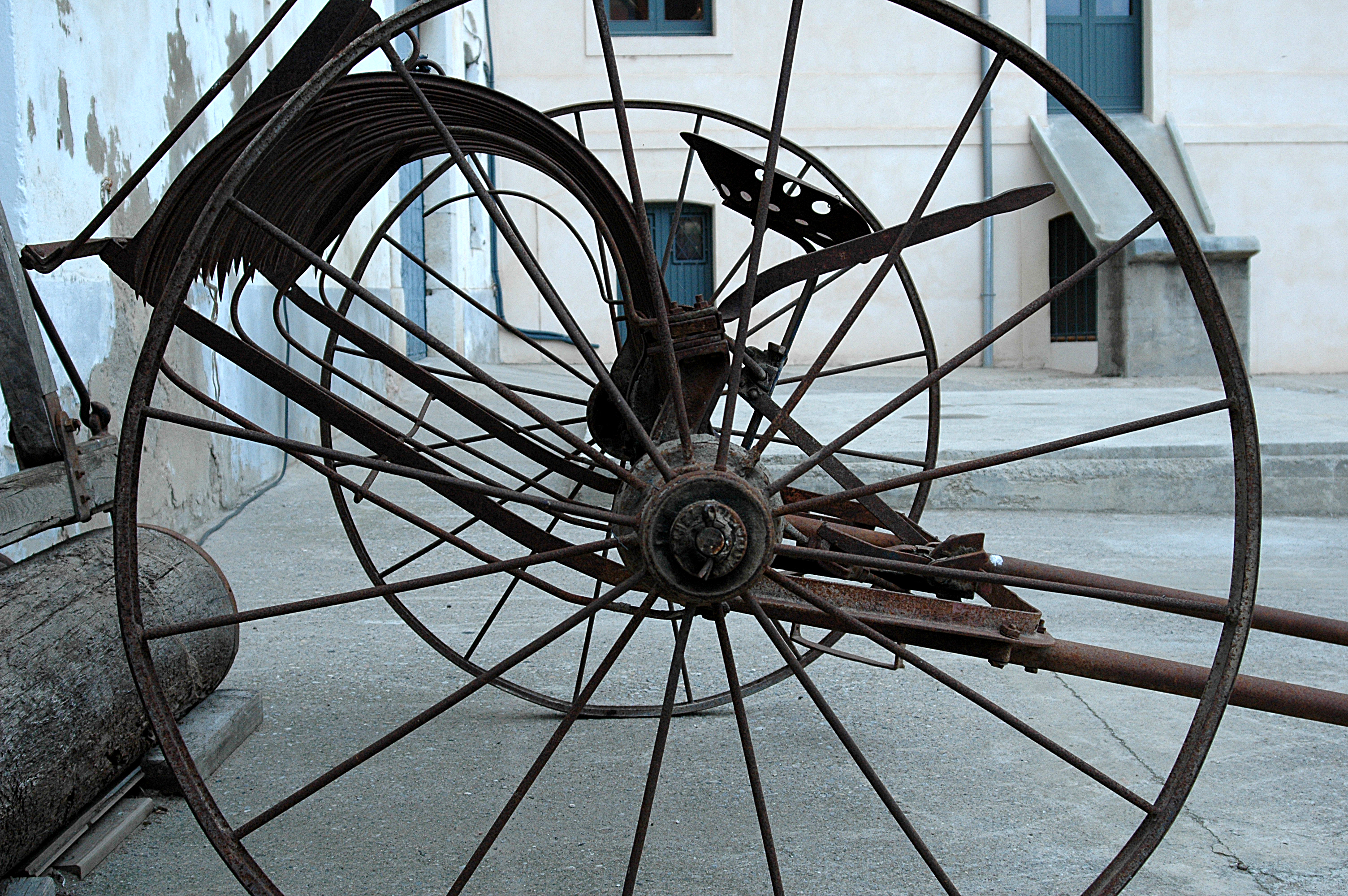

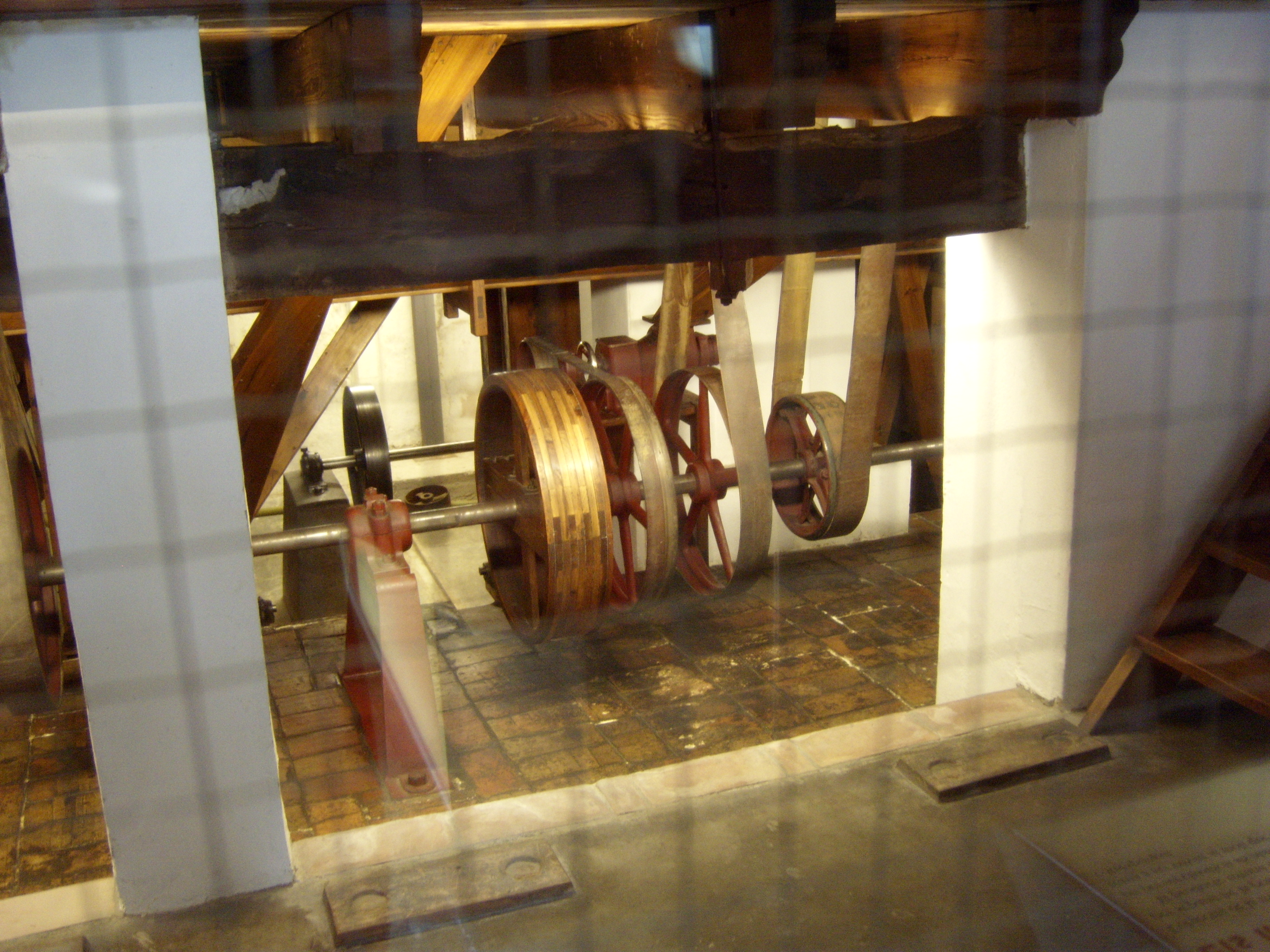

L'Ecomuseu-Farinera té els seus orígens en un molí fariner mogut per la força hidràulica que proporciona l'aigua del rec, que s'obté del riu Muga gràcies a la resclosa que hi ha a Vilanova de la Muga. Els primers documents localitzats que parlen d'aquest molí són de l'any 1331, data en què l'infant Pere, comte d'Empúries, acorda amb els propietaris dels antics molins de la vila, situats a les ribes de La Muga, el seu desmantellament i la construcció de tres nous molins a canvi de l'assignació d'un cens a perpetuïtat. Aquests molins es van construir fora muralla entre el portal de la Gallarda i el monestir de Sant Francesc. Des d'aleshores s'anomenen Molí de Dalt, del Mig i de Baix. L'any 1605, l'Ajuntament de Castelló d'Empúries va refer la resclosa, el rec i el molí, segons l'escriptura d'establiment que l'aleshores comtessa d'Empúries, Joana Folch i de Cardona, els va atorgar, mantenint el seu domini i imposant-los el pagament dels censos habituals. Venut en subhasta pública el 1860 es convertí en negoci particular.
Sabem que a mitjans del segle xviii, el molí fariner era arrendat a particulars, donant uns beneficis de més de mil ducats a l'any al govern municipal borbònic. Passà de molí comunal a fàbrica de fer farina, amb producte ensacat, etiquetat i comercialment distribuït, que va anar incorporant les novetats degudes a la introducció de l'ús del vapor i l'electricitat. L'edifici va haver de créixer en alçada per allotjar el complex conjunt de tubs que pugen i baixen per la neteja, el condicionament, la molta i la classificació de la farina. La fàbrica incorporava el sistema de molta per cilindres austrohongarès i permetia l'obtenció d'una farina blanca molt més apreciada al mercat. Vers el 1905 es va aixecar un edifici de nova planta sobre l'antic molí fariner. A mitjans del segle xx, la farinera renova part de la maquinària de la planta, en bona part de fusta.
L'any 1995, l'edifici fou adquirit per l'Ajuntament de Castelló per tal de convertir-lo en ecomuseu, tot i que l'activitat industrial no finalitzà fins a l'any 2001. La data d'inauguració de la rehabilitació de la 1a fase de l'edifici és 19 de gener de 2003. La inauguració de l'espai expositiu de l'Ecomuseu fou el 24 de juliol de 2004. Des de l'any 1997 la Farinera de Castelló d'Empúries forma part del Sistema Territorial del Museu Nacional de la Ciència i de la Tècnica de Catalunya. La seva missió dins del Sistema Territorial del mNACTEC és explicar la producció de la farina. L'ens autònom Ecomuseu-Farinera de Castelló d'Empúries va ser creat l'any 1997 amb l'objectiu de conservar i enriquir el patrimoni de la Farinera i el seu entorn, promoure'n l'ús social i convertir-lo en una eina dinamitzadora de la vida social, econòmica i de promoció cultural de la vila de Castelló d'Empúries i de la comarca de l'Alt Empordà.

## Recorregut
La visita ofereix un itinerari pels espais fabrils, endinsant-se en un recorregut que porta d'un pis a l'altre, tot seguint el procés del gra de blat.
1. Revolució en la molta i tota la força de l'aigua. A través de les diverses maquetes es mostra l'evolució de la molta del blat, juntament amb les diverses màquines per tal d'entendre el procés i el recorregut que segueuix.
2. Saps d'on surt la farina? En aquest àmbit es troben algunes varietats de blat que permetien obtenir els diversos tipus de farina que es feien a la fàbrica. També hi ha la zona d'ensacat de la farina i l'entramat de tubs per on el conduïen els productes d'una màquina a l'altre.
3. El procés productiu i el Rec del molí. En aquesta planta s'hi troben algunes de les màquines més antigues de la fàbrica. Al centre de la sala, els imponents plansichters, grans sedassos industrials. Al seu costat hi ha el sasor, responsable d'obtenir farina blanca. També hi trobem un mirador, on es pot visualitzar el rec del Molí, canal que desvia l'aigua de la Muga fins a la fàbrica.
4. Espai EmpordàNAT. Un espai natural únic. En aques espai es proposa un tast dels grans espais protegits de l'Empordà, com són el Massís de l'Albera, Cap de Creus, Aiguamolls de l'Alt Empordà, i el Parc Natural del Montgrí.

## Peces Destacades
- Molins marca EMSA (Establecimientos Morros SA) del 1947. Els molins presenten quatre cilindres que permeten fer dues passades de molta independents. Aquests cilindres giren en sentit contrari i a una velocitat diferent, de manera que el cilindre més lent reté el producte mentre que el més ràpid el mol.
- Turbina Francis, marca Planes, Flaquer i Cia, del 1905. Les Francis són turbines de reacció, molt emprades per a cabals i salts mitjans.
- Carro pedrer de la marca Pérez y Muntané S. en C. Aproximadament del 1940. Forma part de la secció de neteja del primer pis. Gràcies a la combinació del moviment, la inclinació i la distribució dels obstacles, el blat, que pesa menys, surt per un cantó mentre que les pedres, són recollides per l'altre.
- Màquina de pastar, model La Económica marca Juan Balart. Inicis del segle xx.
- Densígraf. Procedent de l'antiga fàbrica de farines Posojal SA de Celrà. Es tracta d'un aparell d'anàlisi que servia per mesurar la qualitat de la farina.
- Mesurador d'humitat. Aparell per mesurar la humitat del cereal i de la farina.
- Plansichters marca EMSA (Establecimientos Morros SA) del 1947. Màquina que emula el garbellat manual, patentada per l'alemany Haggemacher el 1880.
- Recol·lector de mànegues marca EMSA (Establecimientos Morros SA) del 1947. Aspira l'aire creat per la refrigeració dels molins i la separació de les sèmoles, per tal que les partícules de farina en suspensió siguin enviades de nou als plansichters.